# Rex (cykelfabrik)

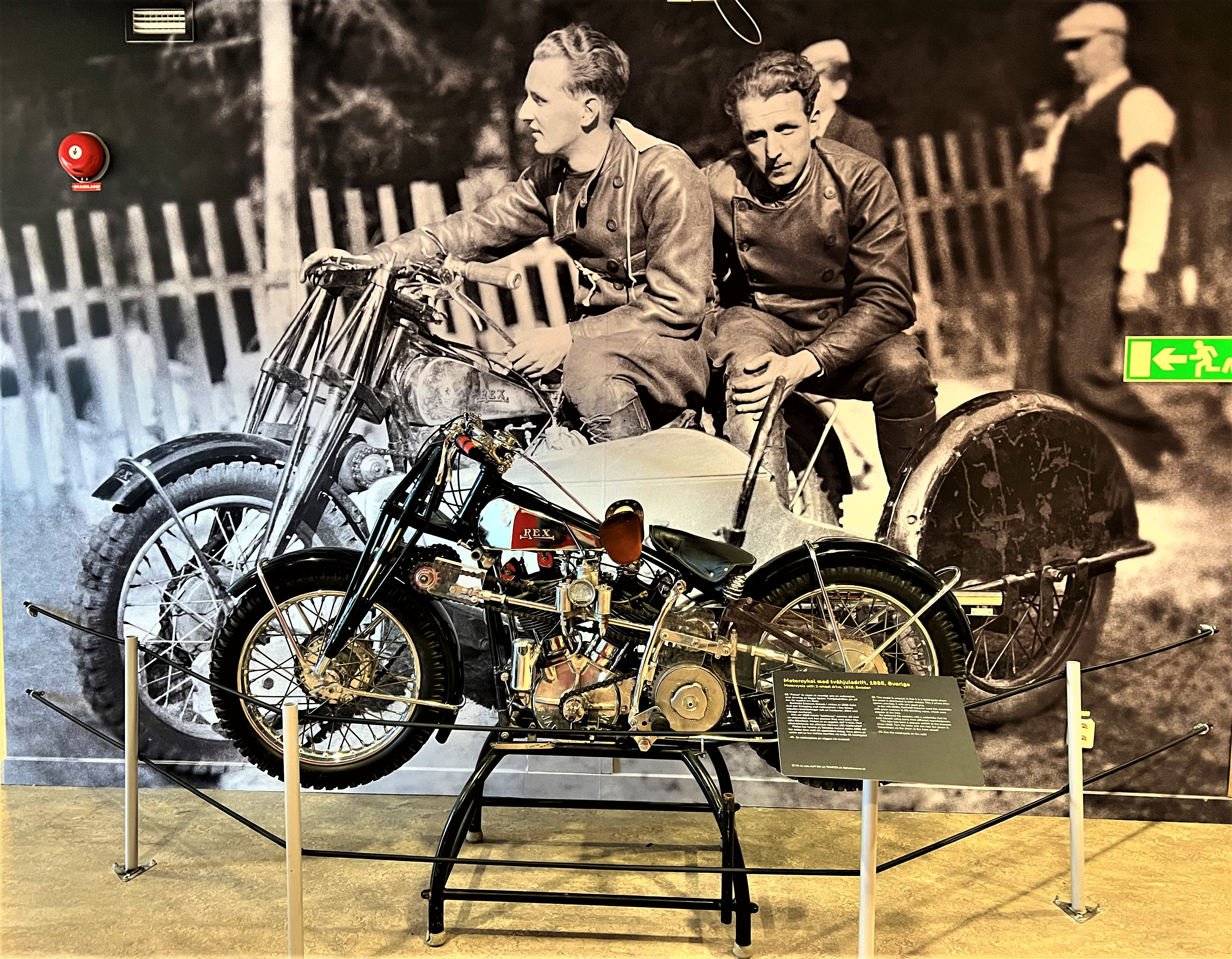
Rex motorcykel från 1935 med tvåhjulsdrift i Tekniska museets samlingar i Stockholm, 2023.

Rex är en svensk tidigare tillverkare av cyklar, mopeder och motorcyklar, grundad i Halmstad 1896 av Axel Peter Nilsson. Företagets egen tillverkning av cyklar upphörde 2006, men varumärket lever ännu kvar. 2017 togs cykeln på Rexfabrikens tak ned.

## Historik

### Tidiga år

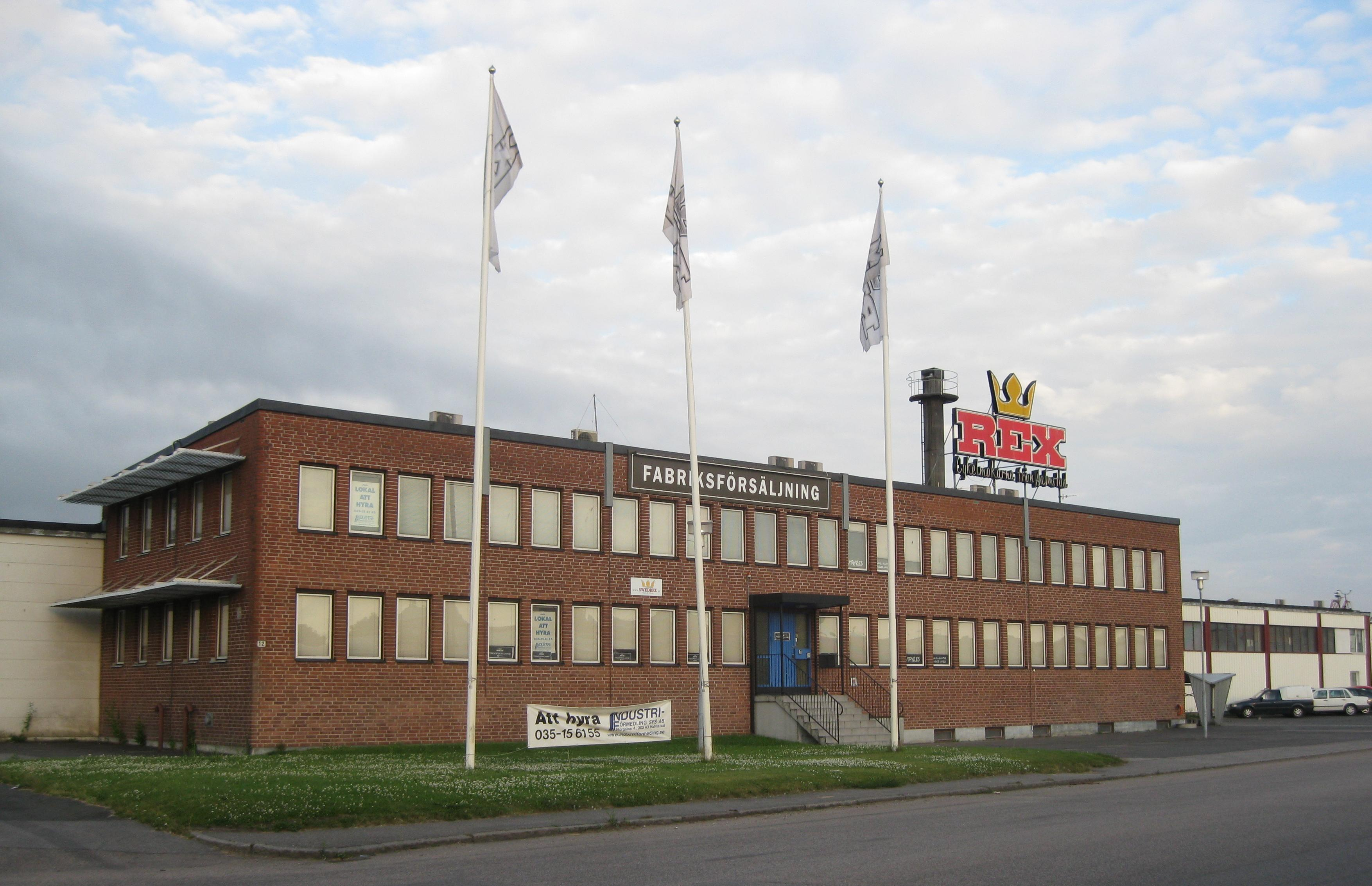
Rex-fabriken i Halmstad

Axel Peter Nilsson hade en herrekiperingsaffär och började med att montera ihop inköpta cykeldelar i affärens gårdshus. En tidig framgång blev när han kunde köpa in och sälja 100 cyklar av märket Humber År 1901 sålde han ekiperingsaffären för att bara tillverka cyklar. År 1902 stod den första fabriken färdig på östra sidan av Nissan i Halmstad. Den första motorcykeln tillverkades 1908 och var en cykel med kraftig ram, fjädrande framgaffel och encylindrig fyrtaktsmotor från Motosacoche i Schweiz. Tillverkningen av motorcyklar var mycket blygsam och tog mer fart 1912. År 1909 arbetade ca 80 personer i fabriken och Aktiebolaget Maskinfabriken REX bildades.
Första världskriget innebär problem med att få tag i komponenter. För att säkra tillgången till däck startades Gummifabriken Reo 1915. Fabriken ödelades i en brand 1918 men återuppbyggdes. Den lades däremot ned när kriget slutade och därmed importstoppet. Rex startade även AB Västkustens Syrgasverk för att säkra tillgången till syrgas och acetylen.
1930-talets ekonomiska nedgång skapade problem för Rex när försäljningen av cyklar och motorcyklar minskade. Göteborgsbanken tog i praktiken överk kontrollen över bolaget och Axel Peter Nilson tvingades avgå som chef. Sonen Ernst Rothstein utsågs till ny disponent. 1937 drabbades fabriken av en brand men återuppbyggdes och kunde samtidigt moderniseras. Rex lanserade 1937 den klassiska transportcykeln med pakethållare fram. 1937 lanserades även en ny typ av cykelram, Duplexramen, som kom att tillverkas fram till slutet av 1950-talet. Under andra världskriget tillverkades cyklar av modellen M/42 för den svenska militären. Under andra världskriget tillverkade fabriken batteridrivna elmotorcyklar, då det var omöjligt att importera bensinmotorer till nytillverkade motorcyklar.
1937-1955 använde fabriken motorer från Villiers, Victoria och Zündapp till motorcyklarna.
Valsade cykeldelar var på 1950-talet fabrikens specialitet. Det gjorde att alla cyklar i Sverige, utom Monark, hade fälgar tillverkade av Rex.

### Mopedtillverkning
Den 23 maj 1952 kom beslutet att cyklar med hjälpmotor skulle fritas från registrerings-, skatte-, försäkrings- och körkorts bestämmelserna. Den 1 juli samma år trädde det i kraft och mopeden var född. Rex-fabriken började tillverka mopeder och utvecklade en egen gren på företaget. Namn som Royal, Scotoped, Fleetline, Sachsmaster, Zündapped, Rexoped, Sportmaster var olika mopedmodeller som tillverkades under åren. 
Den svenska cykelindustrin genomgick en strukturkris under 1950-talet. Många bolag lades ned eller köptes upp. Rex hade bland annat problem när fälgtillverkningen för Nymanbolagen försvann. Rex gick dåligt ekonomiskt men räddades av dotterbolaget, stålrörsgrossisten Heléns vars vinst räddade Rex. I tillverkningen kom en stor förändring när den egna ramtillverkningen lades ned 1968 på grund av för låga tillverkningsserier. Istället köptes ramar från konkurrenten MCB-bolagen och från 1978 från norska DBS. 1969 lades den egna mopedtillverkningen ned. KTM i Österrike var leverantör av färdiga mopeder till Rex åren 1971–1980, där förutom motorn endast dekalerna skilde från fabrikens egna tillverkning.

### Innovativa produkter
Rex har tagit fram flera innovativa produkter. 1959 tillverkade fabriken den första ihopvikbara cykeln. "Speedcross Rocket" (rocketstyret) kom 1966, för att göra pojkcyklarna lite mer speciella. 1968 introducerade Rex minicykeln i Sverige. 1978 började REX tillverka cykelbarnsitsar i helgjuten orange plast. Den blev mall för framtida barnsitsar och ser fortfarande ungefär likadan ut.
En av de första elcyklarna presenterades 1997.

### Nedläggning
Hösten 2004 lades produktionen av aluminiumcyklar ner i Halmstad, för att tillverkas i Taiwan. Stålcykeln fortsatte att produceras på Halmstadfabriken med betydligt mindre personal och färdiga cyklar köptes också in utifrån, för att distribueras ut till återförsäljarna. Företagets egna tillverkning av cyklar upphörde 2006. Under 2008 slutmonterade Rex endast ett fåtal modeller, och resterande modeller slutmonterades på fabrikerna i Taiwan. Ramar tillverkades inte i Sverige. 2017 togs cykeln på Rexfabrikens tak ned.

## Logotypen

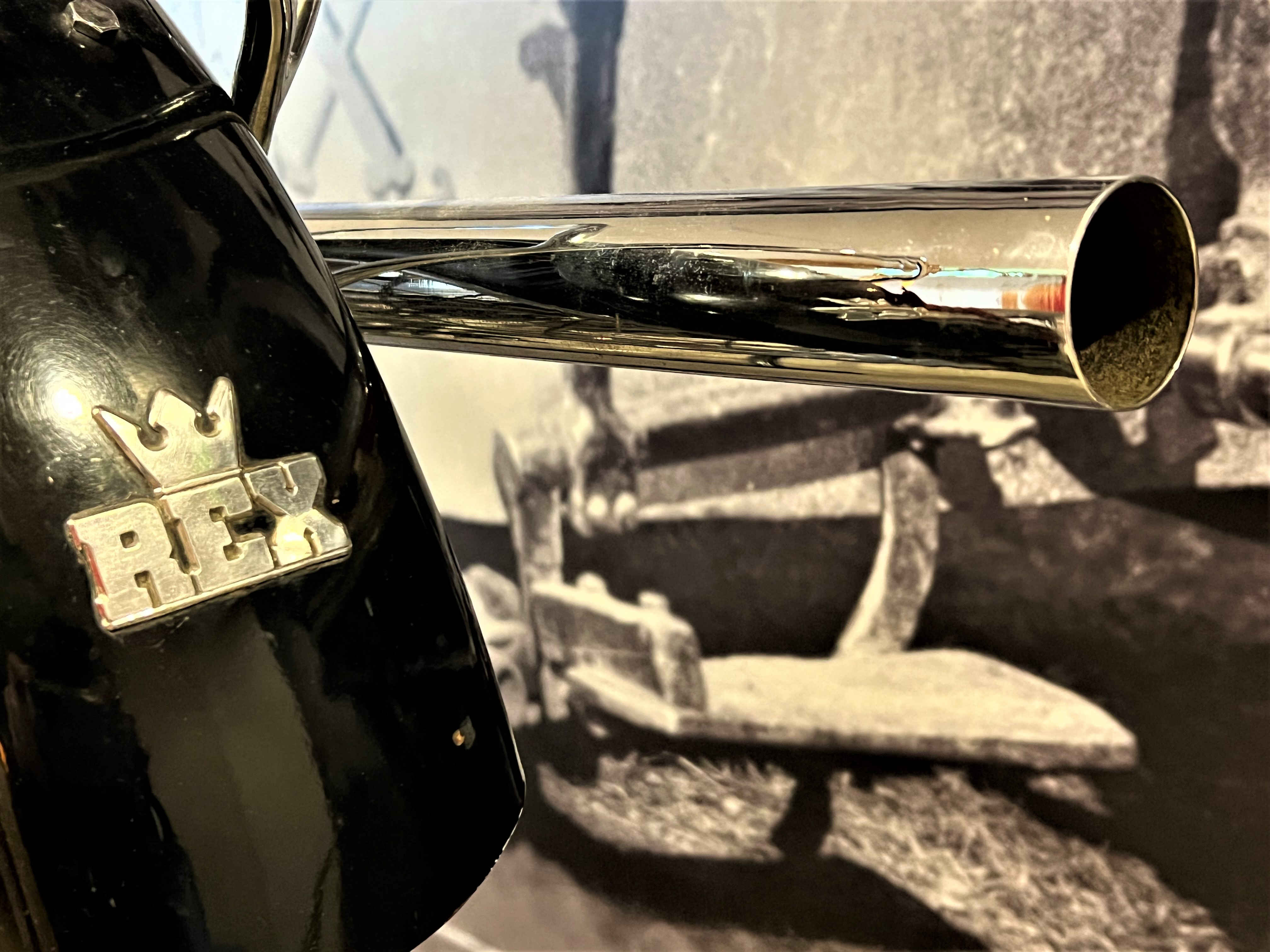
Exempel på företagets logotyp

I början av 1930-talet hade man en maskot med ett anfallande lejon på framskärmen. 1943 byttes det ut mot en plåtbit med namnet REX i genombruten text på styrröret. "REX - kungen bland cyklar och motorcyklar" var en slogan i reklamen, med en liten kraftig kung i röd rock och blå byxor. Numera är logotypen endast firmanamnet med en guldkrona över E:et.